# Język tsonga
     0–20%
     20–40%
     40–60%
     60–80%
     80–100%

Procent populacji używająca tsonga.
0–20%
20–40%
40–60%
60–80%
80–100%

Język tsonga (Xitsonga) – język z rodziny bantu, z grupy tswa-ronga, używany w Mozambiku, RPA, Zimbabwe i Eswatini przez ok. 3,27 mln ludzi.

## Przykładowy tekst
Ojcze nasz napisane w tsonga:
Tata wa hina la nge matilweni,
vito ra wena a ri hlawuleke;
a ku te ku fuma ka wena;
ku rhandza ka wena a ku endliwe misaveni,
tanihi loko ku endliwa tilweni.
U hi nyika namuntlha vuswa bya hina bya siku rin'wana ni rin'wana;
u hi rivalela swidyoho swa hina,
tanihi loko na hina hi rivalela lava hi dyohelaka;
u nga hi yisi emiringweni,
kambe u hi ponisa eka Lowo biha,
Amen.